# Christophe Blain
Christophe Blain   (Argenteuil, 10 d'agost de 1970) és un dibuixant i un guionista de còmics francès. Ha guanyat dues vegades el premi al millor àlbum del festival d'Angoulême. El va guanyar l'any 2002 per Les Amèriques (primer volum d'Isaac el pirata) i el 2013 per a Cròniques diplomàtiques (segon volum de Quai d'Orsay).

## Biografia
Fill de professors, Christophe Blain es va formar a l'École Municipale Supérieure des Arts et Techniques (EMSAT) de París i després a l'École Supérieure des Beaux-Arts de Cherbourg -Octeville. Durant els seus estudis, va anar a Bangla Desh durant dues setmanes amb el periodista Daniel Druesne per observar la reconstrucció del país després del pas del cicló Gorki l'abril de 1991. El seu treball és publicat el 1992 per Albin Michel Jeunesse amb el títol Cyclons in Chittagong, Bangla Desh. Del seu servei nacional realitzat a la marina a bord de la fragata Tourville, que va tenir un fort impacte en ell, va portar un quadern de dibuixos publicats per la mateixa editorial l'any 1994 amb el títol Carnet d'un matelot. Va rebre el Premi Gabier Jove de la Fira del Llibre Marítim de Concarneau. En la mateixa línia, després va publicar Polar Notebook (1997) sobre les seves experiències a la base científica de Dumont-d'Urville, a Terra d'Adélia, durant l'estiu austral i Carnet de Lettonie (2005) que recull les seves impressions sobre aquest país visitat en el marc d'un festival franco-letó, Étonnante Latvia, organitzat després de l'adhesió de Letònia a la Unió Europea el 2004.
A més dels diaris de viatges, Blain va començar a il·lustrar literatura infantil i juvenil a partir de 1995. Va ser aleshores unint-se a l'Atelier des Vosges on es va interessar realment pel còmic. Allà va conèixer David B., escriptor de la seva primera sèrie creada el 1997, Hiram Lowatt i Placido, així com Joann Sfar i Lewis Trondheim per a qui va dissenyar els quatre primers volums de la sèrie Dungeon Potron-Minet de 1999. També crea els dibuixos de la sèrie Socrate le demi-chien, creada l'any 2002, sempre en col·laboració amb Joann Sfar. Aquestes experiències li van permetre llançar-se com a dissenyador i guionista amb l'àlbum The Speed Reducer el 1999 i la sèrie Isaac the Pirate el 2001 i Gus el 2007. En col·laboració amb Abel Lanzac, pseudònim del diplomàtic francès Antonin Baudry, el 2010 va sortir publicada la novel·la gràfica Quai d'Orsay, il·lustrada per Blain. L'obra va guanyar la Fauve d'or al millor àlbum de l'any al Festival del Còmic d'Angulema de 2013 i va ser nominada al premi a la millor obra estrangera del Saló Internacional del Còmic de Barcelona de 2012.
Thomas Dutronc va contactar amb ell l'any 2008 per participar en l'edició especial del seu disc Comme un gypsy sans guitar (2007) per tal d'il·lustrar amb altres dissenyadors el llibret que presenta els textos de la cançons. El músic també li va demanar que dirigís el clip del senzill homònim de l'àlbum. També és sol·licitat pel cinema i, sobretot, va produir el cartell de la pel·lícula Tournée (2010) de Mathieu Amalric. El 2011, va il·lustrar la portada i el llibret de l'àlbum Je suis au paradis de Thomas Fersen.
De la seva trobada amb Barbara Carlotti, que buscava una dissenyadora per crear un cartell, va néixer una historieta musical. La Fille, publicada el 2013, rep el principi de llibre-disc, la banda sonora està dissenyada com una música de pel·lícula. Inspirat en Pravda la survireuse de Guy Peellaert, la línia de Blain es barreja amb la veu de Barbara Carlotti. La portada dona a la Blancaneu de Brigitte Fontaine una nova dimensió. Dissenyador, Blain també fa el paper d'un dels protagonistes de la història.
Christophe Blain es va posar en contacte posteriorment amb Jean-Marc Jancovici per proposar un projecte sobre qüestions climàtiques i l'addicció dels humans a les energies, inclosa petroli.El 2021 va publicar l'àlbum Le Monde sans fin, escrit amb Jean-Marc Jancovici, la venda de llibreria més gran de l'any 2022 en França.
Fortament marcat pel servei militar efectuat en la marina, va publicar temps després una llibreta d'apunts de dibuixos amb el títol Carnets d'un matelot.
Dibuixant de quatre toms de la sèrie Donjon Potron-Minet (ed. Delcourt), de dos toms de la sèrie Hiram Lowatt & Placido amb David B., de dos toms de la sèrie Socrate le demi chien (amb Joann Sfar) dibuixant i guionista de l'àlbum Le Réducteur de Vitesse i de la sèrie Isaac le Pirate (Ed. Dargaud, millor àlbum Angulema 2002).